# Donggang (socken i Kina, Hunan)
Donggang (kinesiska: 东港, 东港乡) är en socken i Kina. Den ligger i provinsen Hunan, i den södra delen av landet, omkring 53 kilometer nordväst om provinshuvudstaden Changsha.
Genomsnittlig årsnederbörd är 1 683 millimeter. Den regnigaste månaden är maj, med i genomsnitt 292 mm nederbörd, och den torraste är december, med 45 mm nederbörd.